# Schangnau
Schangnau ist eine politische Gemeinde im Verwaltungskreis Emmental des Schweizer Kantons Bern.
Unter dem Namen existieren eine Einwohnergemeinde und eine Kirchgemeinde der Reformierten Kirchen Bern-Jura-Solothurn. Eine Burgergemeinde gibt es nicht.

## Geographie
Schangnau liegt im Emmental nördlich des Hohgant. Unten am Hohgant befindet sich ein Tal mit der Ortschaft Bumbach. Der Ort Schangnau liegt weiter unten im Tal. Die Nachbargemeinden von Norden beginnend im Uhrzeigersinn sind Eggiwil, Marbach LU, Flühli, Habkern, Eriz und Röthenbach im Emmental.

## Politik
Gemeindepräsident war bis 31. Dezember 2015 Ulrich Gfeller. Seit 1. Januar 2016 hat Beat Gerber (SVP) dieses Amt inne.
Die Stimmenanteile der Parteien anlässlich der Nationalratswahl 2023 betrugen: SVP 80,0 % (+0,3 %), Mitte 6,6 % (−0,3 %), EDU 3,2 % (+1,4 %), GPS 2,7 % (−0,4 %), SP 1,6 % (+0,1 %), FDP 1,4 % (−1,2 %), glp 1,4 % (−0,4 %), EVP 0,8 % (+0,1 %).

## Geschichte

Luftbild aus 1000 m von Walter Mittelholzer (1925)

Politisch gehörte Schangnau zusammen mit Marbach LU und Trub den Freiherren von Wolhusen. Später kamen Herren von Berner Seite in den Besitz des Alpentales. Längere Zeit herrschte ein grosser Streit über die Zugehörigkeit von Schangnau, bei welchem sogar die eidgenössischen Tagsatzungen einbezogen wurden. Im Jahr 1470 wurde die Grenze von den zwei grossen Schultheissen von Hinwil von Luzern und Adrian I. von Bubenberg von Bern gemeinsam begangen und endgültig bereinigt (völlige Richtung vom 12. März 1470, Staatsarchiv des Kantons Bern). Schon 1397 hatte Schangnau ein eigenes Gericht (Gemeinde) und gehörte dem Burkhardt von Sumiswald. Im Jahr 1389 erwarb Jost zum Walde (Berner Patrizier) das Gericht Tschangnau für 180 Gulden. Die Erben von Jost zum Walde verkauften um das Jahr 1420 Schangnau für 150 Gulden an die Stadt Bern. Es blieb als einzige Gemeinde bei Bern, gehörte bis 1790 zur Landvogtei Trachselwald und ab 1803 zum Amt Signau.
Bis zum 19. Jahrhundert galt die Gemeinde als Hochburg des Küherwesens. 1878 wurde die erste Strasse in Schangnau gebaut, die Schangnau mit Eggiwil verbindet. Um 1900 kam die Schallenbergpassstrasse dazu, die über den Schallenberg führt.

## Sehenswürdigkeiten
- Hohgant
- Kemmeribodenbad, ein Hotel unterhalb des Hohgant

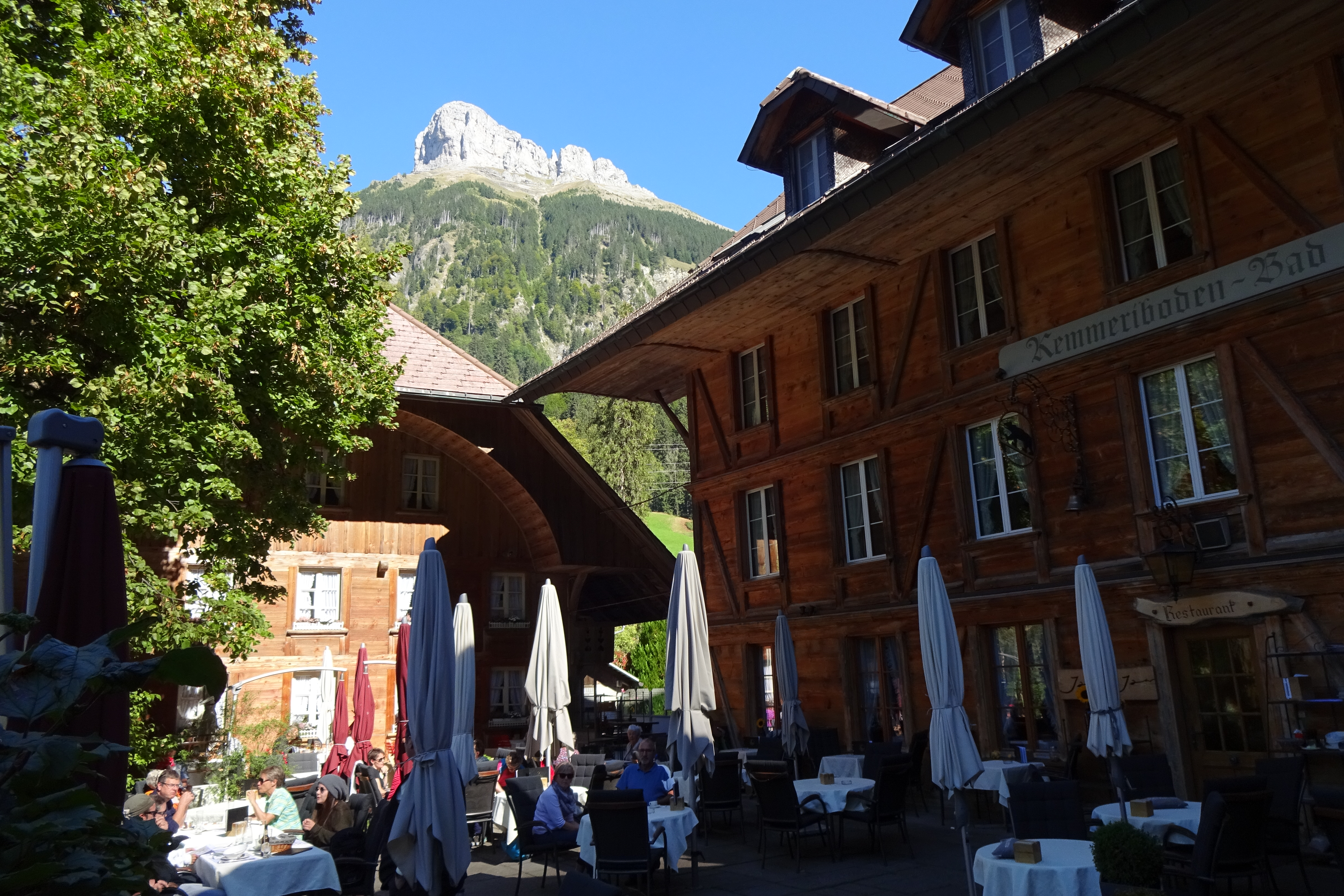
Schangnau-Kemmeriboden – Hotel Landgasthof «Kemmeriboden-Bad»

## Bilder

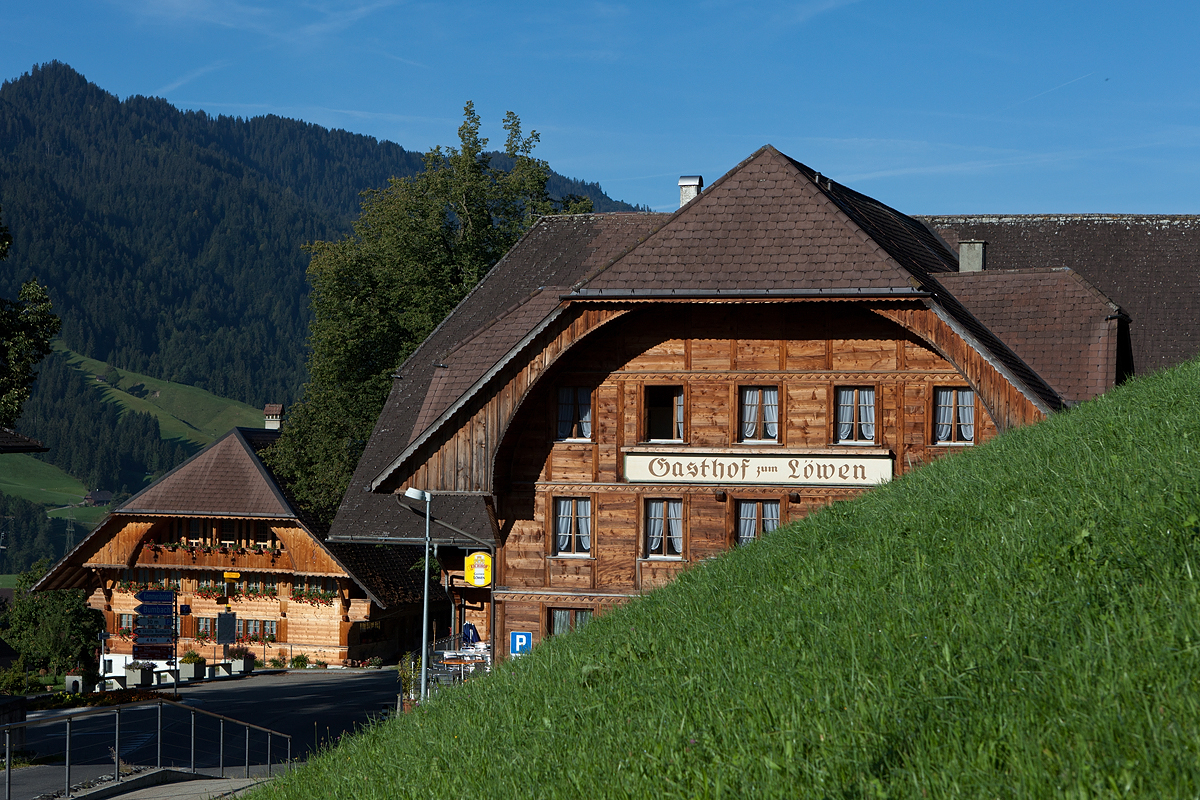
Krämerhaus und «Gasthof zum Löwen»
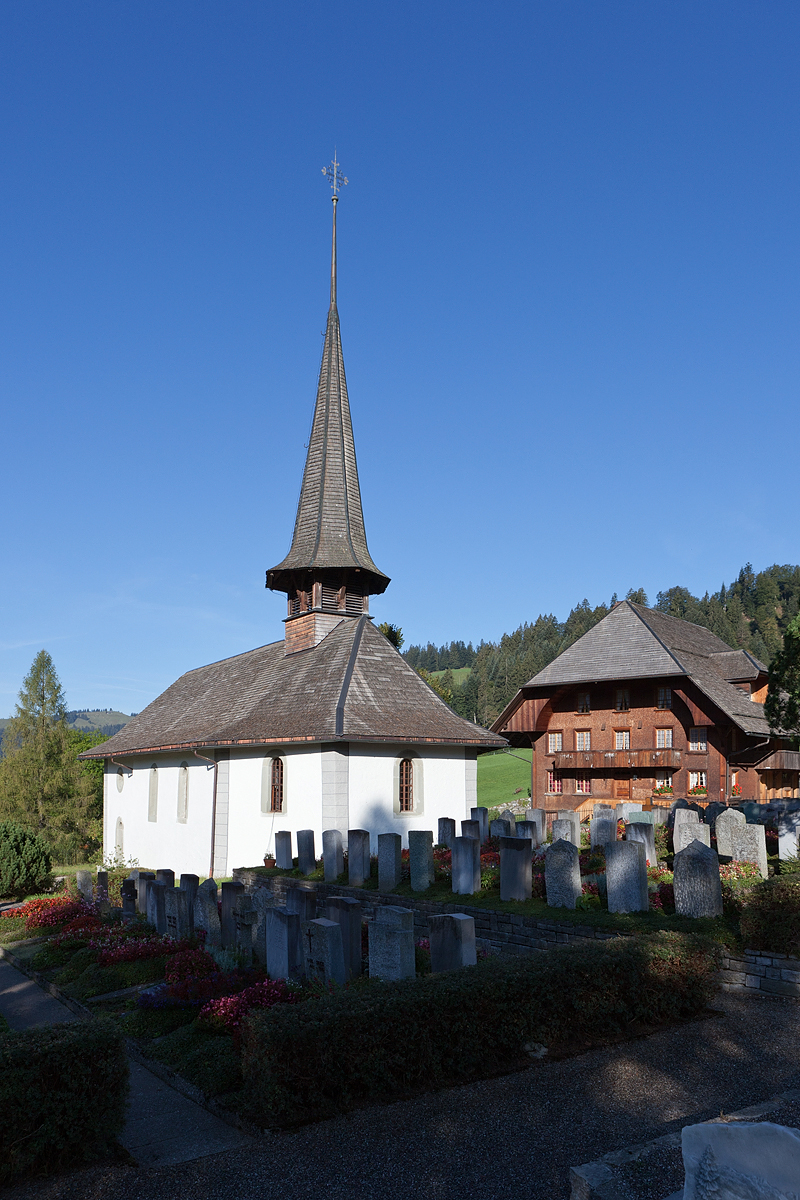
Kirche und altes Schulhaus
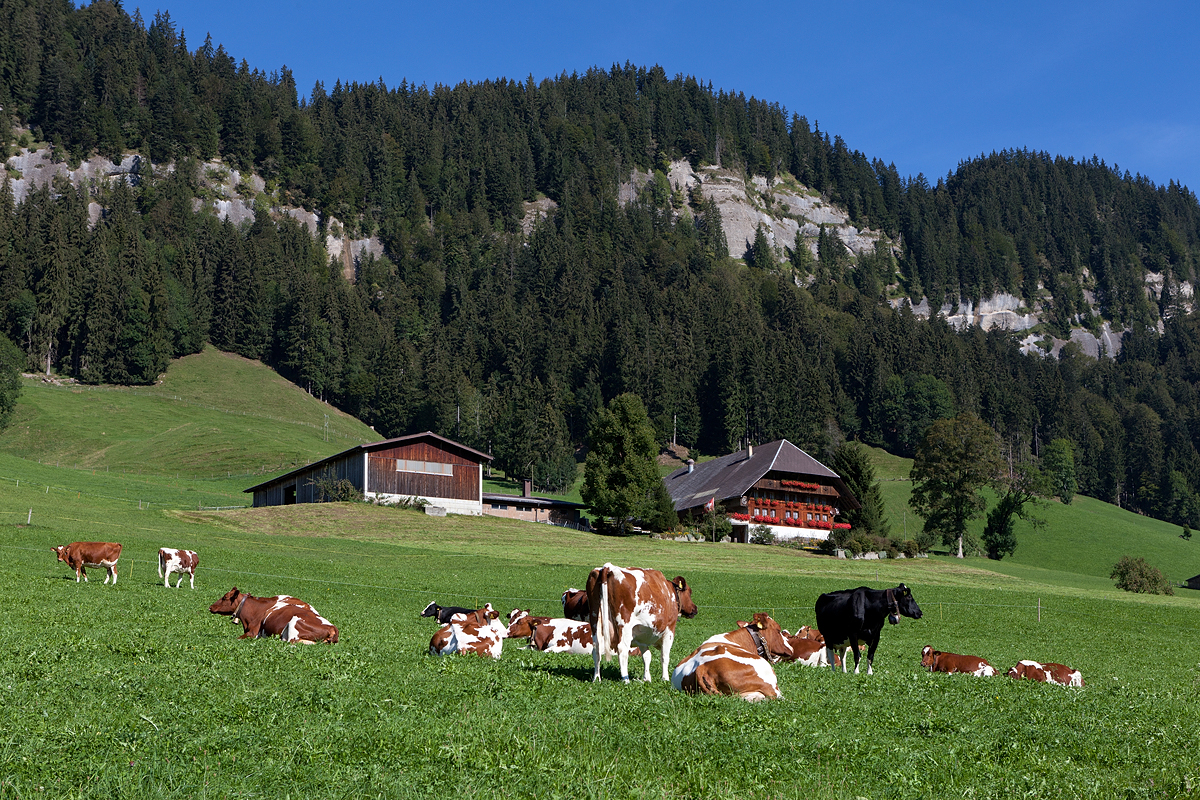
Schangnau Wald
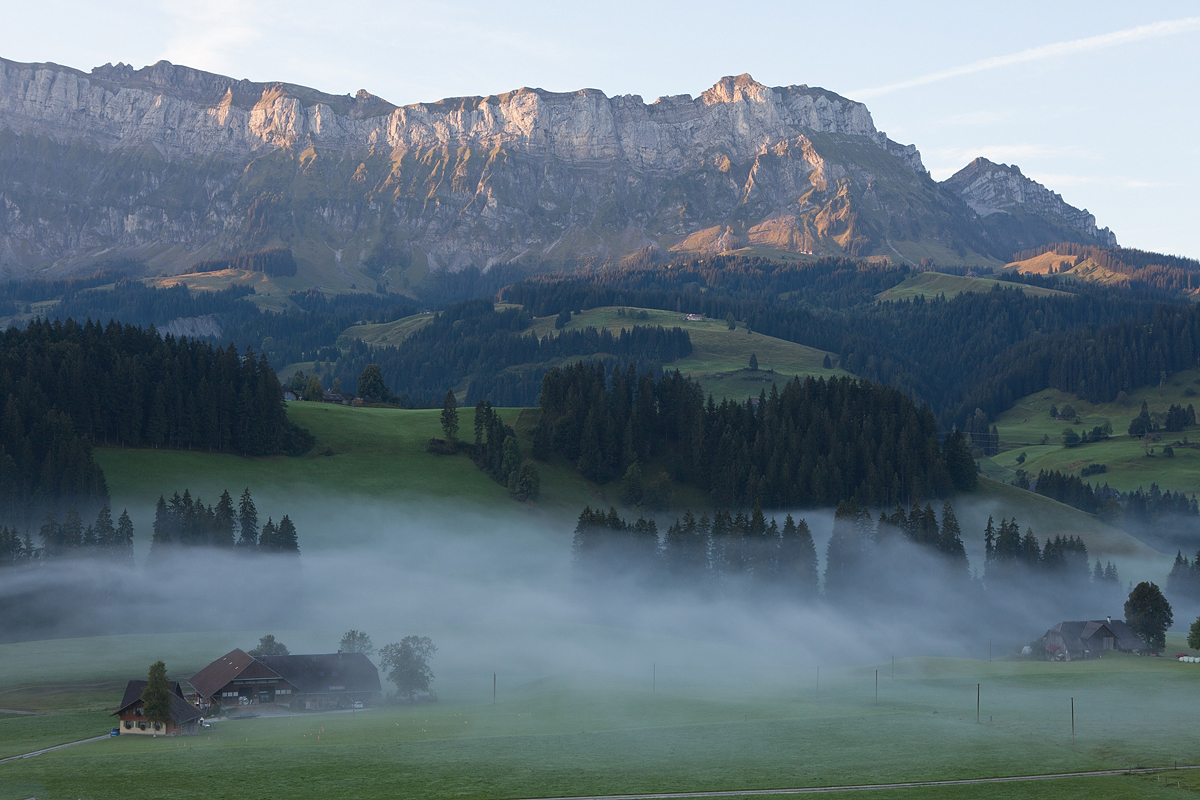
Hohgant
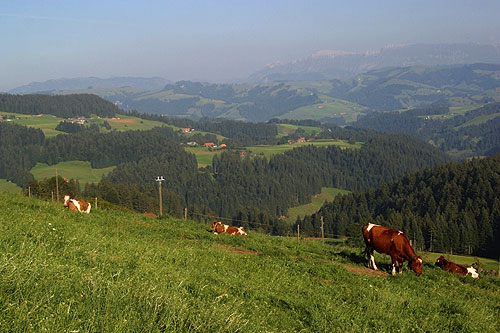
Sicht vom Chuderhüsiturm auf den Hohgant

## Persönlichkeiten
- Johanna Meyer (1851–1921), Lehrerin und christliche Liederdichterin, in Schangnau geboren
- Martin Gerber (* 1974), Heimatort Schangnau, Eishockeyspieler, spielte einige Zeit bei den SCL Tigers in Langnau und war Torhüter der Schweizer Eishockeynationalmannschaft
- Beat Feuz (* 1987), Skirennfahrer, in Schangnau geboren
- Sina Siegenthaler (* 2000), Snowboarderin, aufgewachsen und wohnhaft in Schangnau, ist eine Snowboardcross-Athletin und bestreitet zurzeit Weltcuprennen

## Namen von Schangnau (Heimatort)
Bieri, Gerber, Siegenthaler, Reber, Wüthrich, Schlüchter, Hirschi